# Consejo Directivo Central (Uruguay)
El Consejo Directivo Central, también conocido como CODICEN, es el órgano rector de la Administración Nacional de Educación Pública de Uruguay.

## Creación
Fue creado como ente autónomo el 28 de marzo de 1985, mediante la Ley N.º 15.739.

## Integración
El consejo está integrado por cinco miembros. Tres de sus miembros son designados por el Presidente de la República actuando en Consejo de Ministros, previa venia de la Cámara de Senadores. Los otros dos miembros son electos por el cuerpo docente de la Administración Nacional de Educación Pública. Es un órgano jerárquico del que dependen la Direcciones de Educación Inicial y Primaria, de Educación Secundaria, de Educación Técnico Profesional y el Consejo de Formación en Educación.

### Estructura
- Dirección Sectorial de Programación y Presupuesto
- Dirección Sectorial Económica y Financiera
- Dirección Sectorial de Recursos Humanos
- Dirección Sectorial de Infraestructura
- Dirección Sectorial de Planificación Educativa
- Dirección Sectorial de Educación de Adultos
- Dirección de Derechos Humanos

## Autoridades
:
| Nombre                     | Inicio            | Fin             |
| -------------------------- | ----------------- | --------------- |
| Juan Pivel Devoto          | 1985              | 1990            |
| Juan Antonio Gabito Zóboli | 1990              | 1995            |
| Germán Rama                | 1995              | 2000            |
| Javier Bonilla             | 2000              | 2005            |
| Luis Yarzábal              | 2005              | 2010            |
| José Seoane                | 2010              | 2012            |
| Wilson Netto               | 2012              | 2015            |
| Wilson Netto               | 2015              | 2020            |
| Robert Silva               | 2020              | 2023            |
| Virginia Cáceres           | noviembre de 2023 | febrero de 2025 |
| Juan Antonio Gabito Zóboli | febrero de 2025   | marzo de 2025   |
| Pablo Caggiani             | marzo de 2025     |                 |